# اولاخان-واوا
اولاخان-واوا (روسی: Улахан-Вава) یک رودخانه در استان یاقوتستان کشور روسیه است.